# Fairway, Kansas
Fairway là một thành phố thuộc quận Johnson, tiểu bang Kansas, Hoa Kỳ. Năm 2010, dân số của xã này là 3882 người.

## Dân số
Dân số các năm:
- Năm 2000: 3952 người
- Năm 2010: 3882 người